# Scatman's World
Albums de Scatman John
Everybody Jam!
(1996)
Scatman's World est un album studio de Scatman John sorti en 1995. 
L’album a été enregistré après le succès mondial de son premier single, Scatman (Ski-Ba-Bop-Ba-Dop-Bop). Il s'agit d'un album concept librement inspiré d'une société utopique imaginaire appelée Scatland. Scatman John évoque longuement ce sujet dans les notes de pochette, ainsi que dans plusieurs morceaux de l’album, notamment dans le titre « Song of Scatland ». Scatman's World a connu un grand succès à l’international, en particulier au Japon, où il a atteint la 2ᵉ place du classement et est resté dans les charts pendant 40 semaines. Il s’est vendu à plus de 1 560 000 exemplaires, se classant parmi les vingt albums les plus vendus de tous les temps dans le pays parmi ceux enregistrés par des artistes non japonais. À la fin des années 2010 et au début des années 2020, le morceau-titre Scatman's World a connu un regain de popularité en devenant un mème Internet.

## Morceaux
1. Welcome To Scatland
2. Scatman's World
3. Only You
4. Quiet Desperation
5. Scatman (Ski Ba Bop Ba Dop Bop)
6. Sing Now!
7. Popstar
8. Time (Take Your Time)
9. Mambo Jambo
10. Everything Changes
11. Song Of Scatland
12. Hi, Louis
13. Scatman (Game Over Jazz)